# Clytocera pilosa
Clytocera pilosa är en skalbaggsart som beskrevs av J. Linsley Gressitt och Yves Rondon 1970. Clytocera pilosa ingår i släktet Clytocera och familjen långhorningar.
Artens utbredningsområde är Laos. Inga underarter finns listade i Catalogue of Life.